# Vampirpanik von Neuengland
Als Vampirpanik von Neuengland (englisch New England Vampire panic) wird ein Phänomen bezeichnet, das zu Exhumierungen während Tuberkulose-Epidemien im hauptsächlich ländlichen Neuengland vom 18. bis zum 19. Jahrhundert führte. Informationen über die Krankheit fehlten, sodass sich die auf europäischem Aberglauben basierende Annahme verbreitete, an Tuberkulose Gestorbene lebten als Untote weiter und machten ihre Angehörigen krank. Deshalb wurden sie exhumiert und die Organe, falls sie kaum verwest waren, verbrannt. Die Asche wurde häufig als Medizin verwendet. Gelegentlich benutzten die Angehörigen auch bereits skelettierte Leichen für Heilungsrituale.
Die Bewohner der betreffenden Orte bezeichneten die vermeintlichen Untoten wahrscheinlich gar nicht als Vampire, da sich die in Neuengland verbreiteten Mythen von den europäischen klar unterschieden. Der Begriff Vampirpanik verbreitete sich stattdessen durch die Presse. Die Exhumierungen fanden mit dem Aufkommen der Keimtheorie, der Einführung wirksamer Präventionsmaßnahmen und der Popularität von Einbalsamierungen um 1892 ihr Ende.

## Hintergründe

### Tuberkulose
In etlichen Regionen im Nordosten der USA, unter anderem Neuengland, verursachte die Tuberkulose ab dem 18. Jahrhundert 25 Prozent aller Todesfälle. Das hing mit dem feuchten Klima und den niedrigen Temperaturen zusammen, die die Ausbreitung der Krankheit begünstigten. Obwohl einige Ärzte die Ursachen ahnten, starb die überwiegende Mehrheit der Kranken bis zur Entdeckung des häufigsten Tuberkulose-Erregers 1882, der Erfindung effektiver Antibiotika sowie der Einführung wirksamer Präventionsmaßnahmen. Insbesondere ärmere Bevölkerungsschichten waren betroffen. Die Kranken litten unter anderem unter hohem Gewichtsverlust, starken Brustschmerzen und schwerem Bluthusten. Im Endstadium bekamen sie ein äußerst blasses, vom Fieber mit Schweiß benetztes Gesicht. Dadurch verbreitete sich in Neuengland auf dem Land schnell Irrglaube über die Krankheit, die für ein spirituelles Leiden gehalten wurde.

### Untoten-Mythos

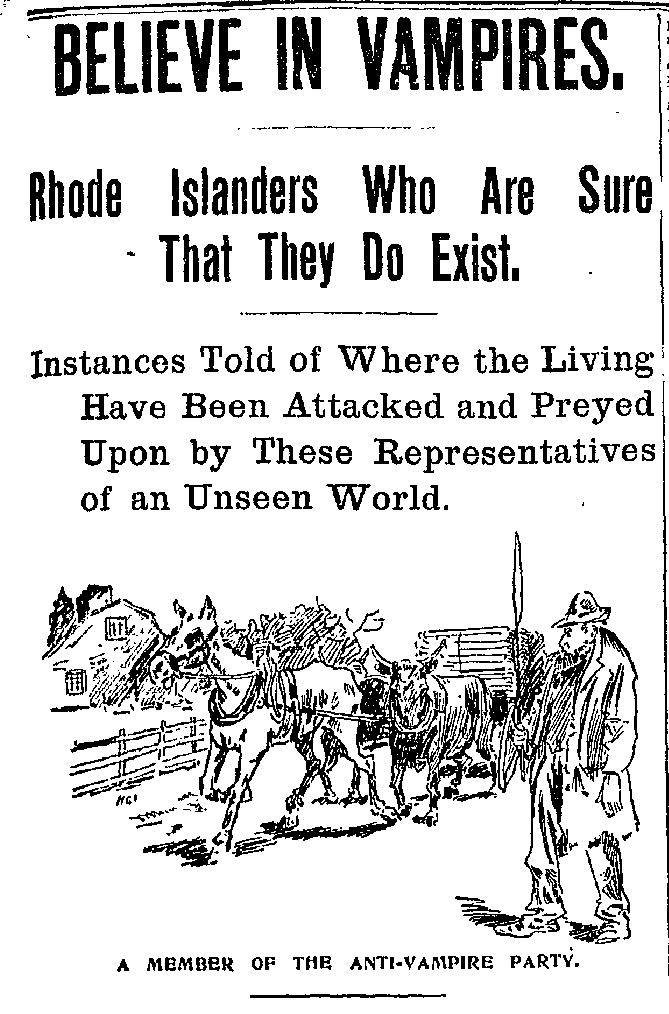
Karikatur in der The Boston Globe über Untoten-Mythen in Rhode Island

Im ländlichen Neuengland, dessen Bewohner damals mehrheitlich keiner bestimmten Kirche, sondern einer Art Volksglauben aus christlichen und okkulten Vorstellungen anhingen, gab es ab dem 18. Jahrhundert den weitverbreiteten Aberglauben über Untote, die ihre Angehörigen langsam aufzehrten und töteten. Hierfür waren wahrscheinlich deutsche und osteuropäische Immigranten verantwortlich. In deren Heimatländern existierten ähnliche, jahrhundertealte Mythen, beispielsweise die deutschen Nachzehrer oder die rumänischen Moroi. Außerdem könnten die Serben Arnold Paole und Peter Plogojowitz bei der Verbreitung der Vorstellungen eine Rolle gespielt haben. Anfang der 1720er Jahre wurden sie für ungeklärte Todesfälle in ihren Dörfern verantwortlich gemacht und exhumiert. Weil sich an ihren Gesichtern geronnenes und in den nur leicht verwesten Organen frisches Blut zu befinden schien (was biochemische Abläufe während der Verwesung verursacht hatten), stießen die Dorfbewohner ihnen Pfähle durchs Herz, enthaupteten und verbrannten sie. Die Berichte österreichischer Regierungsvertreter darüber, in denen sie die Existenz sogenannter Vampire als glaubhaft einstuften, verbreiteten sich bald in ganz Europa.

## Exhumierungen in Neuengland

### Ablauf der Exhumierungen
Etliche Familien in Neuengland, in denen es Tuberkulose-Fälle gab, ließen ihre Verwandten exhumieren, wenn sie ebenfalls daran gestorben waren. Sie glaubten, dass eine okkulte Macht ihnen von den Kranken entzogene Lebensenergie in die Organe überführte. Deswegen erschien vielen die Exhumierung als wirksames Mittel, die Lebensquelle der Untoten auszulöschen.
Anders als von den Medien behauptet, wurde in den betreffenden Orten der Begriff Vampir wahrscheinlich nie verwendet. Frisches Blut in den Organen war die einzige Gemeinsamkeit zwischen den Untoten in Neuengland und Europa. Hier lag der Schwerpunkt auf ihrer Ausschaltung, und es existierten anders als in Europa keine ausführlichen Hintergründe über sie. Ferner gab es die europäische Vorstellung nicht, wonach Vampire aus ihren Gräbern stiegen und das Blut ihrer Verwandten saugten.
Die Angehörigen führten die Obduktionen selbst durch oder beauftragten örtliche Ärzte. Bereits skelettierte Leichname wurden als Mittel gegen Untote gelegentlich im Sarg umgedreht oder verbrannt. Manche Angehörigen entfernten den Schädel und legten ein Totenkopfsymbol, das aus dem Schädel sowie weiteren Knochen bestand, auf das Skelett. Das Hauptaugenmerk lag jedoch auf Leichen, deren Organe durch die Kälte der Grabstätten kaum verwest waren. Sie wurden verbrannt und die Asche oft als Medizin verwendet. Die Infizierten sollten sie während der Verbrennungen inhalieren oder mit Wasser vermischt trinken.
Die Exhumierten wurden anschließend wieder begraben, oft allerdings auf abgelegenen Friedhöfen, deren Grabsteine über die Jahre ungepflegt blieben und unleserlich wurden. Daher sind die Namen vieler Exhumierter unbekannt. Dokumentiert sind rund 80 Fälle, allerdings gehen Schätzungen von mehreren hundert Vorfällen aus. Bislang sind ungefähr zwanzig anhand zeitgenössischer Berichterstattungen und offizieller Dokumente namentlich identifizierte Exhumierte.

### Namentlich bekannte Exhumierte
- Willington 1784: Isaac Johnson ließ auf Anraten eines Arztes von außerhalb seine Kinder Amos und Elizabeth exhumieren. Die Organe wurden verbrannt und eine von Sarg zu Sarg wachsende Schlingpflanze abgetrennt, da die Entfernung von Pflanzenwuchs an Gräbern von Tuberkulose-Toten die Ansteckungswelle angeblich stoppte.[13]
- Manchester 1793: Diakon Isaac Burton exhumierte seine Ehefrau Rachel, als sich seine zweite Frau Hulda ansteckte. Herz, Leber und Lungen wurden vor Hunderten Zeugen in einer örtlichen Esse verbrannt. Hulda starb kurz darauf, allerdings kam es zu keinen weiteren Tuberkulose-Fällen im Ort, was als Beweis für die Wirkung des Rituals galt.[14]
- Providence 1796: Weil die erkrankte Lavina Staples eines Tages aus dem Schlaf hochschreckte und den Namen ihrer verstorbenen Schwester Abigail rief, erhielten ihr Ehemann und Vater vom Stadtrat nach einer langen Debatte eine offizielle Erlaubnis für die Exhumierung. Sie ist nicht dokumentiert, allerdings soll der Ehemann nach der Öffnung des Sargs in eine vorübergehende Trance gefallen und der Vater seitdem schwer traumatisiert gewesen sein.[14]
- Exeter 1799: Nach dem Tod ihrer Schwester Sarah Tilinghast erzählten mehrere ihrer Geschwister den Eltern, dass sie ihnen in Albträumen erschienen sei. Während die Kinder nacheinander starben, begann auch die Mutter Honor von Sarah zu träumen, worauf sie und ihr Ehemann Stukeley beschlossen, ihre Tochter mithilfe eines Mitbürgers zu exhumieren. Nach der Öffnung des Grabs entfernten sie Sarahs Herz und verbrannten es noch auf dem Friedhof.[14]
- South Kingstown: Im 19. Jahrhundert wurden Bristoe Congdon und seine Kinder exhumiert, die Organe eines Kindes verbrannt. Sie gelten als erste nicht-weiße Exhumierte, wobei unklar ist, ob sie Afroamerikaner oder amerikanische Ureinwohner waren.[15]
- Portsmouth 1810: Annie Dennetts Exhumierung sollte ihrem erkrankten Vater helfen. Enoch Hayes Place, ein bei der Untersuchung anwesender Baptistenprediger aus Vermont, berichtete, dass bis auf verschimmelte Knochen von der Leiche nichts mehr übrig war. Eine Weiterverwendung des Skeletts erwähnte er nicht.[15]
- South Woodstock 1817: Frederick Ransom wurde auf Anweisung seines Vaters exhumiert und sein Herz in einer Esse verbrannt, um die anderen Familienmitglieder vor einer Tuberkulose-Ansteckung zu bewahren. Fredericks Bruder Daniel war der einzige, der nicht daran starb. Dieser Vorfall gilt als recht ungewöhnlich, da die Ransoms im Vergleich zu anderen Familien, die Exhumierungen durchführten, relativ wohlhabend und gebildet waren.[15]
- Griswold um 1830: Auf dem ehemaligen, 1990 entdeckten Friedhof mit John Barbers skelettierter Leiche, deren Schädel sowie Schenkelknochen abgetrennt und zu einem Totenkopf gelegt wurden, befanden sich weitere Särge von nicht exhumierten Tuberkulose-Toten. Dies waren Barbers Sohn Nathan und die Familie Walton aus demselben Ort.[16]
- Jewett City 1854: Im Village von Griswold wurden die Skelette der Brüder Elisha und Lemuel Rey mitsamt Särgen verbrannt, um die anderen Familienmitglieder vor einer Ansteckung zu bewahren, was erfolglos blieb.[17]
- South Kingstown 1874: William Rose exhumierte seine Tochter Ruth Ellen zum Schutz seiner Familie, die Tinktur aus der Asche ihres Herzens zur Prävention tranken. Rose hatte Verbindungen zu zwei anderen Fällen: Seine zweite Ehefrau war eine Urenkelin der Tilinghasts, er selbst soll 18 Jahre nach Ruth Ellens Exhumierung George Brown beraten haben, der nach einem Heilmittel für seinen erkrankten Sohn suchte.[18]
- West Greenwich 1889: Die in diesem Jahr verstorbene Nellie Vaughn wird häufig zu den während der Vampirpanik Exhumierten gezählt. Allerdings ist dies umstritten, da sich keinerlei zeitgenössische Hinweise darauf finden lassen. Stattdessen verbreiteten sich Informationen über ihren Fall in den 1960er Jahren durch einen Lehrer aus Ohio, der einer Klasse davon erzählte. Deswegen nehmen Historiker an, dass eine Verwechslung mit Mercy Brown vorliegt.[14]
- Exeter 1892: 1891 infizierte sich Edwin, das jüngste Kind der Familie Brown, und wurde vergebens in ein Sanatorium nach Colorado geschickt. Deswegen drängten mehrere Nachbarn den Vater George Brown, seine Ehefrau und Töchter exhumieren zu lassen. Er sagte zu, wobei nur die Organe der Tochter Mercy Brown noch erhalten waren. Edwin trank die aus der Asche ihres Herzens sowie Leber gemischte Tinktur und starb ungefähr zwei Monate später.[7]

### Ende der Exhumierungen
Nach 1892 sind keine weiteren Exhumierungen im ländlichen Neuengland dokumentiert, weil sie aus zwei Gründen überflüssig wurden. Zum einen entwickelte sich die Einbalsamierung dort ab der zweiten Hälfte des 19. Jahrhunderts zur geläufigen Bestattungsart, auch weil die dabei durchgeführte Entfernung der Organe die Entstehung von Untoten angeblich verhinderte. Daneben verbreiteten sich seit Robert Kochs Entdeckung des Tuberkulose-Erregers in den USA vermehrt Kenntnisse über die Keimtheorie. Dank der dadurch eingeführten Präventionen ging die Inzidenz im gesamten Land stetig zurück.